# Myc
Myc (c-Myc) je regulatorni gen koji kodira transkripcioni faktor.
Mutirane verzije Myc gena su nađene u mnoštvu tipova kancera. One uzrokuju konstitutivnu (perzistentnu) ekspresiju gena. To dovodi do umanjenog izražavanja mnoštva gena, neki od kojih učestvuju u ćelijskoj proliferaciji, i time se formira kancer. Česta translokacija koja obuhvata Myc je t(8;14). Ona je kritična za razvoj u mnogim slučajevima Burkitovog limfoma. Nedavna istraživanja demonstriraju da privremena inhibicija Myc faktora selektivno ubija ćelije kancera pluća kod miševa, te je stoga ovaj protein potencijalni cilj za lekove protiv kancera.
U humanom genomu, Myc je lociran na hromozomu 8 i smatra se da reguliše izražavanje 15% svih gena putem vezivanja za sekvencu pojačivačke kutije (E-kutija) i regrutovanja histonske acetiltransferaze (HAT). To znači da osim njegove uloge klasičnog transkripcionog faktora, Myc takođe deluje kao globalni regulator hromatinske strukture putem regulacije histonske acetilacije u regionima bogatim genima, kao i na mestima udaljenim od poznatih gena.

## Literatura
- Ruf, I. K.; Rhyne, P. W.; Yang, H.;  . (2002). „EBV Regulates c-MYC, Apoptosis, and Tumorigenicity in Burkitt's Lymphoma”. Epstein-Barr Virus and Human Cancer. Curr. Top. Microbiol. Immunol. Current Topics in Microbiology and Immunology. 258. стр. 153—60. ISBN 978-3-642-62568-8. PMID 11443860. doi:10.1007/978-3-642-56515-1_10.
- Lüscher B (2001). „Function and regulation of the transcription factors of the Myc/Max/Mad network”. Gene. 277 (1–2): 1—14. PMID 11602341. doi:10.1016/S0378-1119(01)00697-7.
- Hoffman B, Amanullah A, Shafarenko M, Liebermann DA (2002). „The proto-oncogene c-myc in hematopoietic development and leukemogenesis”. Oncogene. 21 (21): 3414—21. PMID 12032779. doi:10.1038/sj.onc.1205400.
- Pelengaris S, Khan M, Evan G (2002). „c-MYC: more than just a matter of life and death”. Nat. Rev. Cancer. 2 (10): 764—76. PMID 12360279. doi:10.1038/nrc904.
- Nilsson JA, Cleveland JL (2004). „Myc pathways provoking cell suicide and cancer”. Oncogene. 22 (56): 9007—21. PMID 14663479. doi:10.1038/sj.onc.1207261.
- Dang CV, O'donnell KA, Juopperi T (2005). „The great MYC escape in tumorigenesis”. Cancer Cell. 8 (3): 177—8. PMID 16169462. doi:10.1016/j.ccr.2005.08.005.
- Dang CV, Li F, Lee LA (2007). „Could MYC induction of mitochondrial biogenesis be linked to ROS production and genomic instability?”. Cell Cycle. 4 (11): 1465—6. PMID 16205115. doi:10.4161/cc.4.11.2121.
- Coller HA, Forman JJ, Legesse-Miller A (2007). „"Myc'ed Messages": Myc Induces Transcription of E2F1 while Inhibiting Its Translation via a microRNA Polycistron”. PLOS Genet. 3 (8): e146. PMC 1959363 . PMID 17784791. doi:10.1371/journal.pgen.0030146 .
- Astrin SM, Laurence J (1992). „Human immunodeficiency virus activates c-myc and Epstein-Barr virus in human B lymphocytes”. Ann. N. Y. Acad. Sci. 651 (1): 422—32. Bibcode:1992NYASA.651..422A. PMID 1318011. doi:10.1111/j.1749-6632.1992.tb24642.x.
- Bernstein PL, Herrick DJ, Prokipcak RD, Ross J (1992). „Control of c-myc mRNA half-life in vitro by a protein capable of binding to a coding region stability determinant”. Genes Dev. 6 (4): 642—54. PMID 1559612. doi:10.1101/gad.6.4.642.
- Iijima S, Teraoka H, Date T, Tsukada K (1992). „DNA-activated protein kinase in Raji Burkitt's lymphoma cells. Phosphorylation of c-Myc oncoprotein”. Eur. J. Biochem. 206 (2): 595—603. PMID 1597196. doi:10.1111/j.1432-1033.1992.tb16964.x.
- Seth A, Alvarez E, Gupta S, Davis RJ (1992). „A phosphorylation site located in the NH2-terminal domain of c-Myc increases transactivation of gene expression”. J. Biol. Chem. 266 (35): 23521—4. PMID 1748630. doi:10.1016/S0021-9258(18)54312-X .
- Takahashi, E.; Hori, T.; O'Connell, P.;  . (1991). „Mapping of the MYC gene to band 8q24.12----q24.13 by R-banding and distal to fra(8)(q24.11), FRA8E, by fluorescence in situ hybridization”. Cytogenet. Cell Genet. 57 (2–3): 109—11. PMID 1914517. doi:10.1159/000133124.
- Blackwood EM, Eisenman RN (1991). „Max: a helix-loop-helix zipper protein that forms a sequence-specific DNA-binding complex with Myc”. Science. 251 (4998): 1211—7. Bibcode:1991Sci...251.1211B. PMID 2006410. doi:10.1126/science.2006410.
- Gazin, C.; Rigolet, M.; Briand, J. P.;  . (1986). „Immunochemical detection of proteins related to the human c-myc exon 1”. EMBO J. 5 (9): 2241—50. PMC 1167107 . PMID 2430795. doi:10.1002/j.1460-2075.1986.tb04491.x.
- Lüscher B, Kuenzel EA, Krebs EG, Eisenman RN (1989). „Myc oncoproteins are phosphorylated by casein kinase II”. EMBO J. 8 (4): 1111—9. PMC 400922 . PMID 2663470. doi:10.1002/j.1460-2075.1989.tb03481.x.
- Finver, S. N.; Nishikura, K.; Finger, L. R.;  . (1988). „Sequence analysis of the MYC oncogene involved in the t(8;14)(q24;q11) chromosome translocation in a human leukemia T-cell line indicates that putative regulatory regions are not altered”. Proc. Natl. Acad. Sci. U.S.A. 85 (9): 3052—6. Bibcode:1988PNAS...85.3052F. PMC 280141 . PMID 2834731. doi:10.1073/pnas.85.9.3052 .
- Showe LC, Moore RC, Erikson J, Croce CM (1987). „MYC oncogene involved in a t(8;22) chromosome translocation is not altered in its putative regulatory regions”. Proc. Natl. Acad. Sci. U.S.A. 84 (9): 2824—8. Bibcode:1987PNAS...84.2824S. PMC 304752 . PMID 3033665. doi:10.1073/pnas.84.9.2824 .
- Guilhot S, Petridou B, Syed-Hussain S, Galibert F (1989). „Nucleotide sequence 3' to the human c-myc oncogene; presence of a long inverted repeat”. Gene. 72 (1–2): 105—8. PMID 3243428. doi:10.1016/0378-1119(88)90131-X.
- Hann, S. R.; King, M. W.; Bentley, D. L.;  . (1988). „A non-AUG translational initiation in c-myc exon 1 generates an N-terminally distinct protein whose synthesis is disrupted in Burkitt's lymphomas”. Cell. 52 (2): 185—95. PMID 3277717. doi:10.1016/0092-8674(88)90507-7.

## Spoljašnje veze
- protein
- Ljudski Myc protein